# Édouard Levé
Édouard Levé, né le 1er janvier 1965 à Neuilly-sur-Seine et mort le 15 octobre 2007 à Paris 11e, est un photographe et écrivain français.
Artiste, son esprit est hanté, selon ses dires, par la question du « double ». Analyste de lui-même, il a toute sa vie donné l’impression de vouloir se confronter directement à ses obsessions au moyen de « Reconstitutions ».

## Biographie
Cette section ne s'appuie pas, ou pas assez, sur des sources secondaires ou tertiaires indépendantes du sujet. Le texte peut contenir des analyses inexactes ou inédites de sources primaires.
Pour l'améliorer, ajoutez-en, ou placez des modèles {{Source secondaire souhaitée}} ou {{Source secondaire nécessaire}} sur les passages mal sourcés. (juillet 2025)
Édouard Denis Philippe Levé, naît à Neuilly-sur-Seine le 1er janvier 1965. Il est le second enfant de Gérard et de Thérèse Levé.  
Il est élève à l'École supérieure des sciences économiques et commerciales de Paris (ESSEC). 
Selon ses dires, il expose pour la première fois en 1992 dans la galerie de son oncle à Paris.
Il publie plusieurs ouvrages aux éditions P.O.L, dont Œuvres, qui décrit 533 œuvres d’art dont il a eu l’idée, mais qu’il n’a pas réalisées, et Autoportrait, qui le présente en 1 600 phrases.
Détaché de son travail d'écriture, il expérimente autant la peinture (il dit avoir brûlé une très grande partie de ses toiles) que la photographie.
Son dernier manuscrit, Suicide, qui évoque de manière romancée le suicide d'un ami d'enfance survenu vingt ans auparavant, est déposé chez son éditeur dix jours avant qu'il ne se donne la mort.

## Œuvre

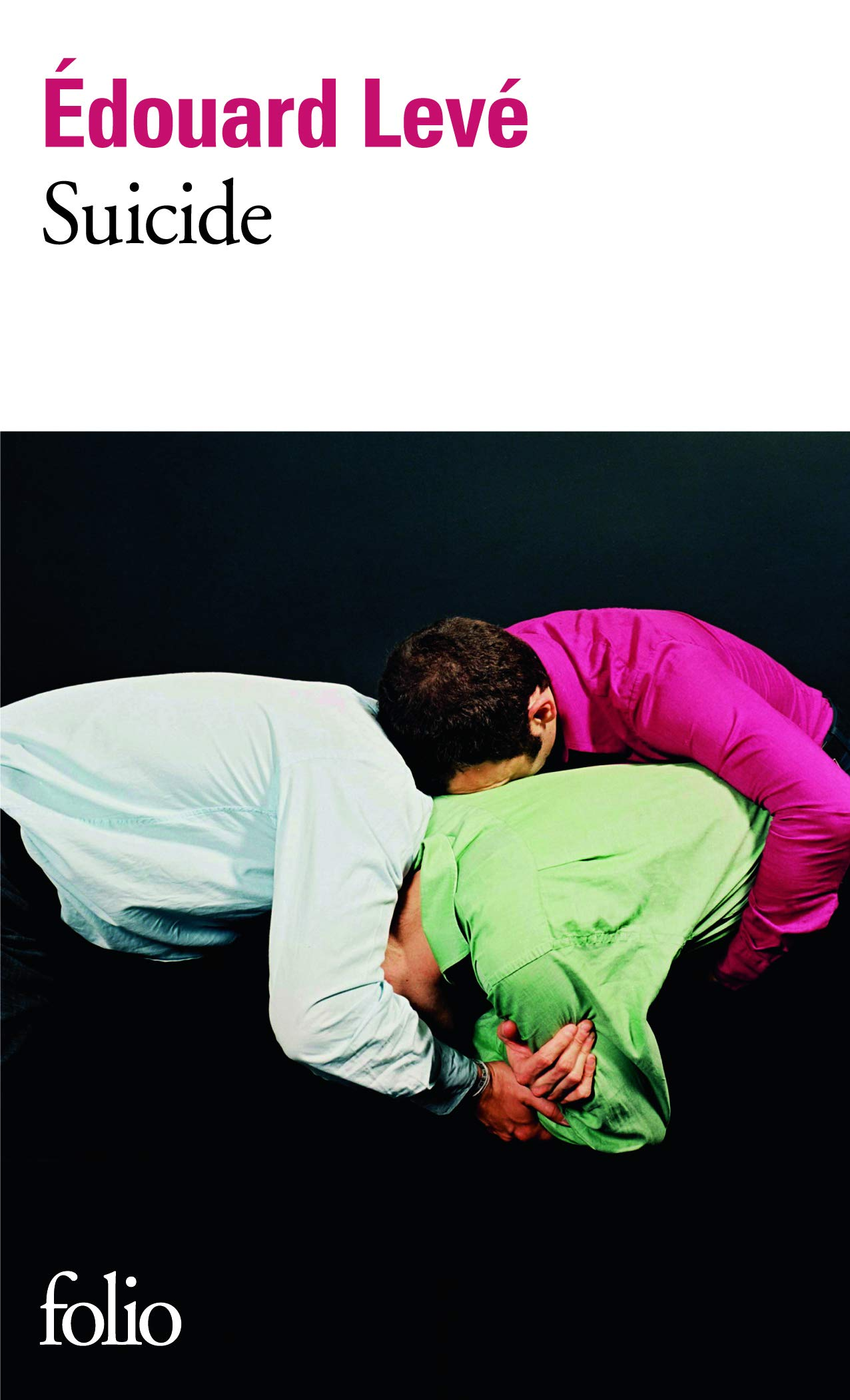
Couverture de Suicide d'Édouard Levé, Folio, 2009

### Écrits
- Œuvres, P.O.L, coll. « #formatpoche », 2002.
- Journal, P.O.L, 2004.
- Autoportrait, P.O.L, 2005 ; rééd. P.O.L, coll. « #formatpoche », 2013.
- Suicide, P.O.L, 2008 ; rééd. Gallimard, coll. Folio, 2009.
- Inédits, (texte présenté par Thomas Clerc), P.O.L, 2022.

### Livres d'art
- Angoisse, Philéas Fogg, 2002.
- Reconstitutions, Philéas Fogg, 2003 ; réédition Nicolas Chaudun, 2008.
- Amérique, Léo Scheer, 2006.
- Fictions, P.O.L, 2006.

### Séries photographiques

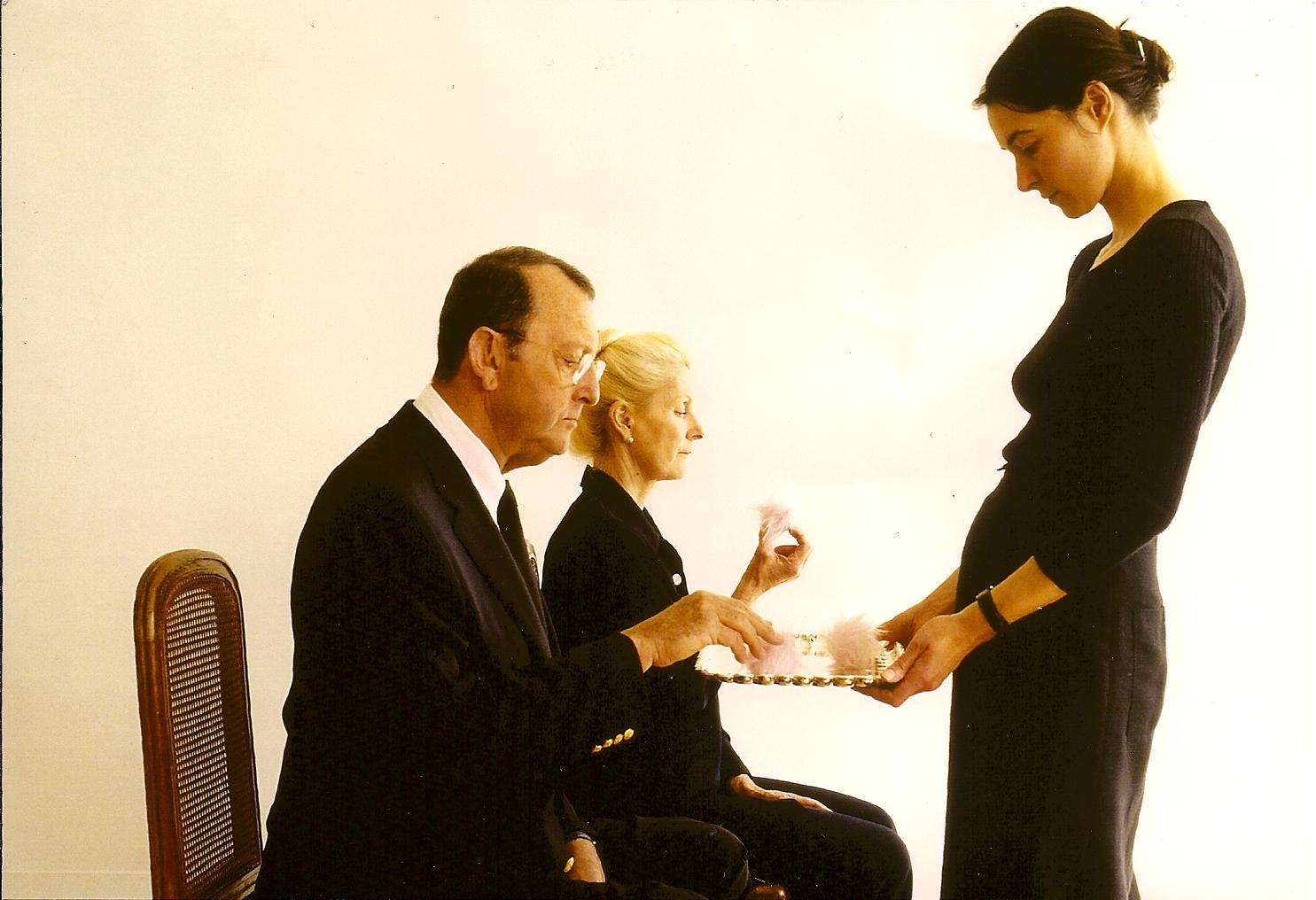
Série photographique, Reconstitutions - Rêve no 3, Édouard Levé, 1998, fonds Alexandre Levé

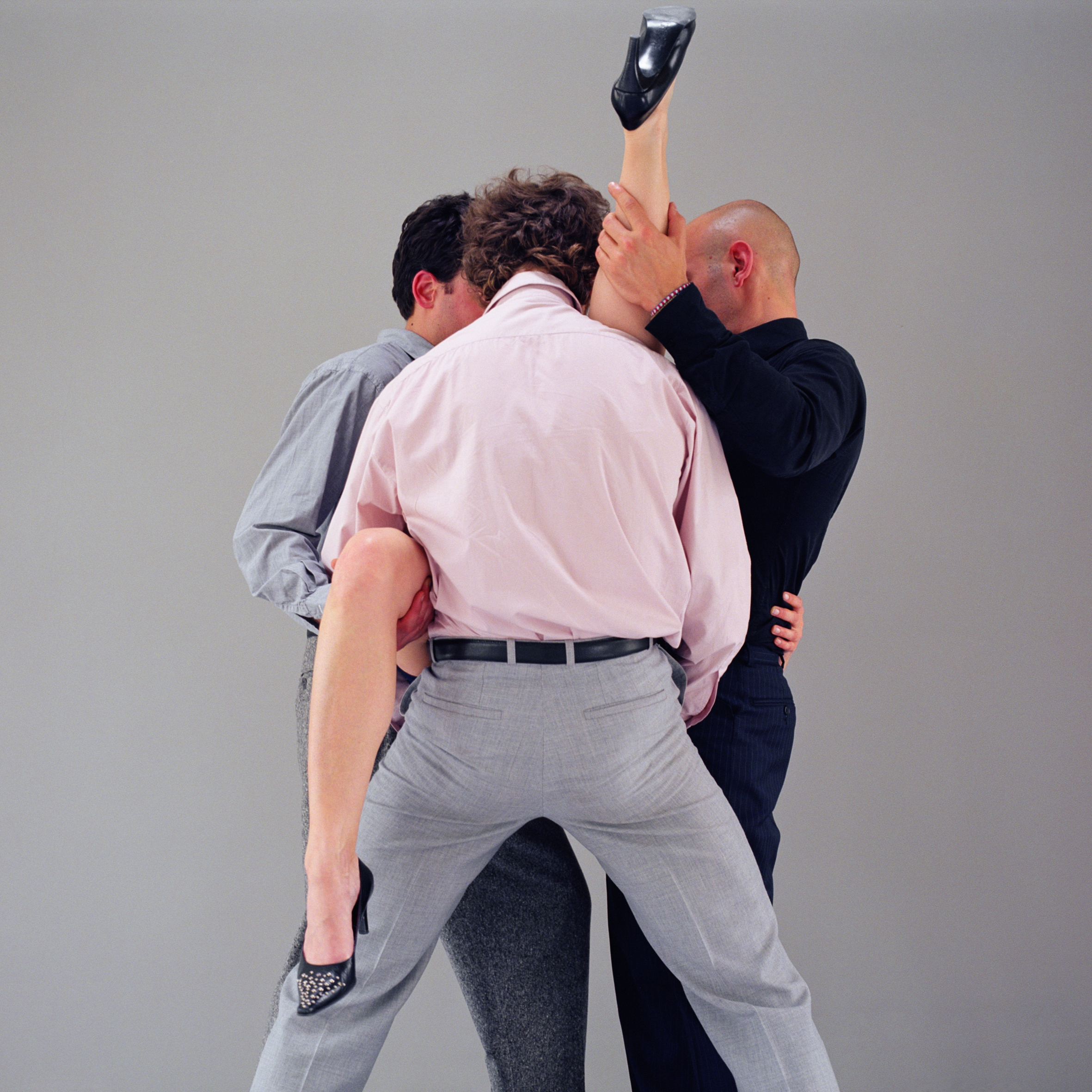
Série photographique, Reconstitutions - Pornographie, Édouard Levé, 2002, fonds Alexandre Levé

- 1996-1998 : Homonymes (Des homonymes d'artistes et d'écrivains trouvés dans l'annuaire sont photographiés.)

- 1998 : Reconstitutions - Rêves Reconstitués (Des mises en scène font rejouer aux modèles des moments qu’ils n’ont vécu que virtuellement dans le sommeil du photographe. Ils deviennent ainsi les doubles d’eux-mêmes, acteurs de leurs propres rôles.)

- 2000–2002 : Angoisse (Dans la prolongation du travail photographique autour du « nom », il s'agit, à l'échelle d'un village cette fois, de confronter ce que nous voyons à ce que signale son nom.)

- 2001–2002 : Reconstitutions - Actualités (Des images publiées dans la presse généraliste ou spécialisée, qui constituent une sorte d’inconscient collectif, sont neutralisées et retranscrites.)

- 2002 : Reconstitutions - Pornographie (Tout comme les postures stéréotypées, les images démultipliées perdent leur sens premier et suscitent l’indifférence. Édouard Levé joue avec les scènes de nudité et de pornographie, elles ne provoquent plus le désir, n’inspirent plus la vie mais le vide.)

- 2003 : Reconstitutions - Rugby (Les archétypes sont explorés. Pour Levé, la presse montre ce qui est nouveau, mais le montre sans nouveauté. L’imagerie du rugby n’a pas évolué depuis trente ans. Celle du photo-reportage à peine plus.)

- 2003 :  Reconstitutions - Quotidien (La conception des mises en scène est similaire tout au long des prises de vue. Le plan frontal, les visages inexpressifs et les tenues neutres, unies, permettent aux spectateurs de projeter leur propre sentiment de familiarité, aussi dérangeant que réconfortant, dans une « inquiétante étrangeté » du quotidien.)

- 2003 : Transfert (Réalisée dans le cadre d’une résidence d’artistes, Édouard Levé choisi d’investir le musée des Beaux arts de Tours en reconstituant sous forme de photographies les scènes de tableaux historiques.)

- 2006 : Amérique (Réalisée lors d'un voyage aux États-Unis, Levé photographie des « villes homonymes » et interroge la notion du « double » dans des mises en scènes méditatives.)

- 2006 : Fictions (Sur fond noir et sol noir, des personnages habillés de noir se livrent à des actions collectives dont le sens nous échappe. Saugrenues, poétiques ou inquiétantes comme dans un rêve, les scènes ne semblent pas étonner ceux qui les interprètent, ils gardent, quelle que soit la situation, un sérieux de cérémonie.)

### Expositions individuelles
- 2008 : Édouard Levé (1965-2007), galerie Loevenbruck, Paris, France.
- 2007 : Édouard Levé, musée Géo-Charles, Lyon, France.
  - Édouard Levé, les Abattoirs, Toulouse, France.
  - Photographie d’Édouard Levé, Forum du Blanc-Mesnil, Le Blanc-Mesnil, France.
- 2006 : Édouard Levé, centre d’art contemporain d’Orléans, France.
  - Amérique, galerie Léo Scheer, Paris, France.
  - Pornographie, La Cartonnerie, Reims, France.
  - Fictions, galerie Loevenbruck, Paris, France.
  - Fictions, galerie Librairie Florence Loewy, Paris, France.
- 2004 : Transferts, Musée des Beaux-Arts, Tours, France.
- 2003 : Reconstitutions, galerie Loevenbruck, Paris, France.
- 2002 : Angoisse, chapelle des Pénitents Bleus, Narbonne, France.
- 2001 : Angoisse, galerie la Périphérie, Malakoff, France.
- 2000 : Série des rêves reconstitués, Immanence, Paris, France.

## Adaptations de son œuvre au théâtre
- CQPVD ou Ce que parler veut dire autour d'Autoportrait d’Édouard Levé, compagnie Singe Debout, 2008[3]
- Autoportrait suivi certains soirs de Suicide d'Édouard Levé[4], mise en scène et adaptation de Guillaume Béguin, création Théâtre de l'Abattoir, Toulouse, 2010, et tournée

## Quelques hommages

### En littérature
- Hervé Le Tellier rend hommage à Édouard Levé, où il est présenté sous le nom de Hugues Léger, et à son œuvre intitulée Autoportrait, dans un des chapitres du roman Assez parlé d'amour [réf. nécessaire] en 2009. Puis dans son roman L'Anomalie, prix Goncourt 2020,  il rend à nouveau hommage à Édouard Levé à travers le personnage de Victor Miesel[5].
- Gérard Gavarry publie en 2009 le livre Expérience d'Edward Lee, Versailles, aux éditions P.O.L, qui a pour point de départ la série de photographies Amérique d'Édouard Levé[réf. nécessaire].
- Dans le recueil de nouvelles L'Homme qui tua Roland Barthes aux éditions Gallimard, publié en 2010, Thomas Clerc consacre une nouvelle à Édouard Levé, qui fut son ami[6].
- Erik Vigneault évoque dans son roman Tout savoir sur Juliette paru en octobre 2018, la remise du manuscrit de Suicide aux éditions P.O.L et le décès de l'auteur[réf. nécessaire].
- En 2019, Bruno Gibert publie Forçats où il décrit son amitié avec Édouard Levé[7].

### Autres
- En 2009, Valérie Mréjen réalise le court-métrage French Courvoisier, un « court-métrage qu’elle a consacré à la mémoire de son ami Édouard Levé »[8].
- Du 14 septembre 2018 au 13 septembre 2019, Emmanuel Vaslin a proposé chaque semaine de partager sur Twitter des fragments autobiographiques en écho à une page d’Autoportrait[8], avec le mot-dièse « #àMainLevé », d’une image et de la copie d’une page du texte d’Édouard Levé.

### Essais, mémoires et articles
- Julie Gaillard, Réalités pseudonymes, in Chiamasa, Brill, 2019.
- Michel Poivert, La photographie contemporaine, Flammarion, 2018.
- Leau Gabriels, dir. Prof. dr. Alexander Roose, Suicide d'Édouard Levé, une analyse des jeux narratologiques dans l'œuvre troublante d'Édouard Levé, Université de Gand, 2016-2017.
- Jean-Pierre Salgas, Édouard Levé ou « la mort de l’auteur » (dans l’art contemporain), in Fabula-LhT, n° 17, juillet 2016.
- Antoine Miller, L'Homme sans désir. Motifs mélancoliques dans l'œuvre d'Édouard Levé, Paris, Penta Éditions, Collection "Psychanalyse, littérature et écriture", 2016.
- Stéphane Girard, Plasticien, écrivain, suicidé. Ethos auctorial et paratopie suicidaire chez Édouard Levé, Paris, L'Harmattan, collection "Sémantiques", 2014.
- Luigi Magno, Reconstitutions d'un journal: Sur Édouard Levé, in French Forum, Volume 37, n° 1-2, Hiver/Printemps 2012.
- Nicolas Bouyssi, Esthétique du stéréotype : essai sur Édouard Levé, PUF, 2011.
- Denis Briand, Un retrait de l’auteur, Édouard Levé entre photographie et littérature, dans Emmanuel BOUJU (dir.), L’autorité en littérature - Genèse d'un genre littéraire en Grèce, Presses universitaires de Rennes, Rennes, 2010.
- Charlotte Serus, Édouard Levé ou l’attrait du vide, in La bibliothèque de midi. Une anthologie de la décennie, in La pensée de midi n°31, 2010, p. 120-153.
- Laurie Laufer, Le suicide à l'adolescence Édouard Levé, anatomie d'un suicide, Adolescence 2010/2 (n° 72).
- Etienne Ruhaud, "Suicide" d'Edouard Levé, une lecture , Diérèse 46, automne 2009.
- Emannuelle Lequeux, Édouard Levé, explorateur du néant contemporain, Le Monde, 2 mai 2008.
- Patrick Kechichjan, Édouard Levé et Michèle Desbordes : l'art de la fin, Le Monde des Livres, 10 avril 2008.
- Julie Gaillard, Neutralisations : Le nom propre dans les “fictions” figeantes d'Édouard Levé, Emory University, s.l., s.d.
- Yannick Vigouroux, La langue iconique des rêves d’Édouard Levé - Entretien avec Édouard Levé en 2001, in La critique, 24 octobre 2007
- Jacques Morice, L'écrivain et photographe Édouard Levé est mort, in Télérama, 17 octobre 2007.
- Maurice Carturier, La figure de l’auteur, Seuil, coll. « Poétique », Paris, 1999.